# Sexcles
Sexcles (/sɛkskl/) est une commune française située dans le département de la Corrèze, en région Nouvelle-Aquitaine.

## Géographie

### Généralités

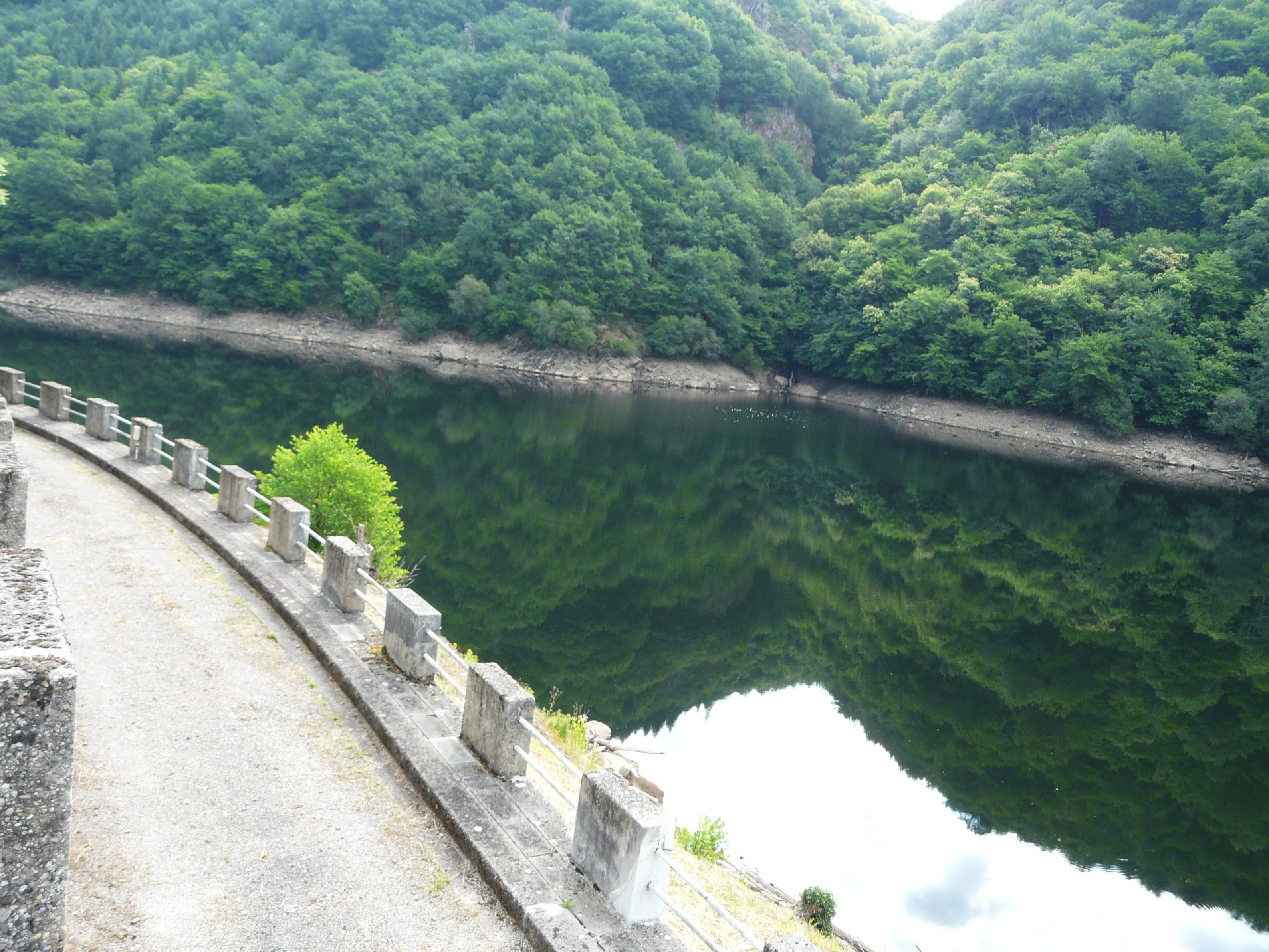
La Maronne en amont du barrage de Hautefage.

Au sud du département de la Corrèze, la commune de Sexcles est limitée au nord par la Maronne, et notamment la retenue du barrage de Hautefage, dont la partie en rive gauche fait partie du territoire communal.
Le bourg de Sexcles, traversé par la route départementale (RD) 136, se situe, en distances orthodromiques, huit kilomètres au sud-est d'Argentat.
La commune est également desservie par les RD 13E2, 41 et 1120.

### Communes limitrophes
Sexcles est limitrophe de sept autres communes.
Les communes limitrophes sont Camps-Saint-Mathurin-Léobazel, Goulles, Hautefage, Mercœur, Saint-Bonnet-les-Tours-de-Merle, Saint-Geniez-ô-Merle et Saint-Julien-le-Pèlerin.
| Hautefage |                               | Saint-Geniez-ô-Merle             |
| Mercœur   | Sexcles                       | Saint-Bonnet-les-Tours-de-Merle  |
|           | Camps-Saint-Mathurin-Léobazel | Goulles, Saint-Julien-le-Pèlerin |

### Climat
Pour des articles plus généraux, voir Climat de la Nouvelle-Aquitaine et Climat de la Corrèze.
Historiquement, la commune est exposée à un climat montagnard.  
En 2020, Météo-France publie une typologie des climats de la France métropolitaine dans laquelle la commune est exposée à un climat de montagne et est dans la région climatique  Ouest et nord-ouest du Massif Central, caractérisée par une pluviométrie annuelle de 900 à 1 500 mm, maximale en automne et en hiver.
Pour la période 1971-2000, la température annuelle moyenne est de 11,3 °C, avec  une amplitude thermique annuelle de 15,4 °C. Le cumul annuel moyen de précipitations est de 1 324 mm, avec 12,8 jours de précipitations en janvier et 8 jours en juillet. Pour la période 1991-2020, la température moyenne annuelle observée sur la station météorologique la plus proche, située sur la commune de Camps-Saint-Mathurin-Léobazel à 7 km à vol d'oiseau, est de 11,1 °C et le cumul annuel moyen de précipitations est de 1 432,2 mm,. Pour l'avenir, les paramètres climatiques de la commune estimés pour 2050 selon différents scénarios d’émission de gaz à effet de serre sont consultables sur un site dédié publié par Météo-France en novembre 2022.

## Urbanisme

### Typologie
Au 1er janvier 2024, Sexcles est catégorisée commune rurale à habitat très dispersé, selon la nouvelle grille communale de densité à 7 niveaux définie par l'Insee en 2022.
Elle est située hors unité urbaine. Par ailleurs la commune fait partie de l'aire d'attraction d'Argentat-sur-Dordogne, dont elle est une commune de la couronne,. Cette aire, qui regroupe 12 communes, est catégorisée dans les aires de moins de 50 000 habitants,.

### Occupation des sols
L'occupation des sols de la commune, telle qu'elle ressort de la base de données européenne d’occupation biophysique des sols Corine Land Cover (CLC), est marquée par l'importance des forêts et milieux semi-naturels (50,8 % en 2018), en diminution par rapport à 1990 (56,4 %). La répartition détaillée en 2018 est la suivante : 
forêts (50,8 %), prairies (34,9 %), zones agricoles hétérogènes (10,3 %), eaux continentales (3 %), zones urbanisées (1,1 %).
L'évolution de l’occupation des sols de la commune et de ses infrastructures peut être observée sur les différentes représentations cartographiques du territoire : la carte de Cassini (XVIIIe siècle), la carte d'état-major (1820-1866) et les cartes ou photos aériennes de l'IGN pour la période actuelle (1950 à aujourd'hui).

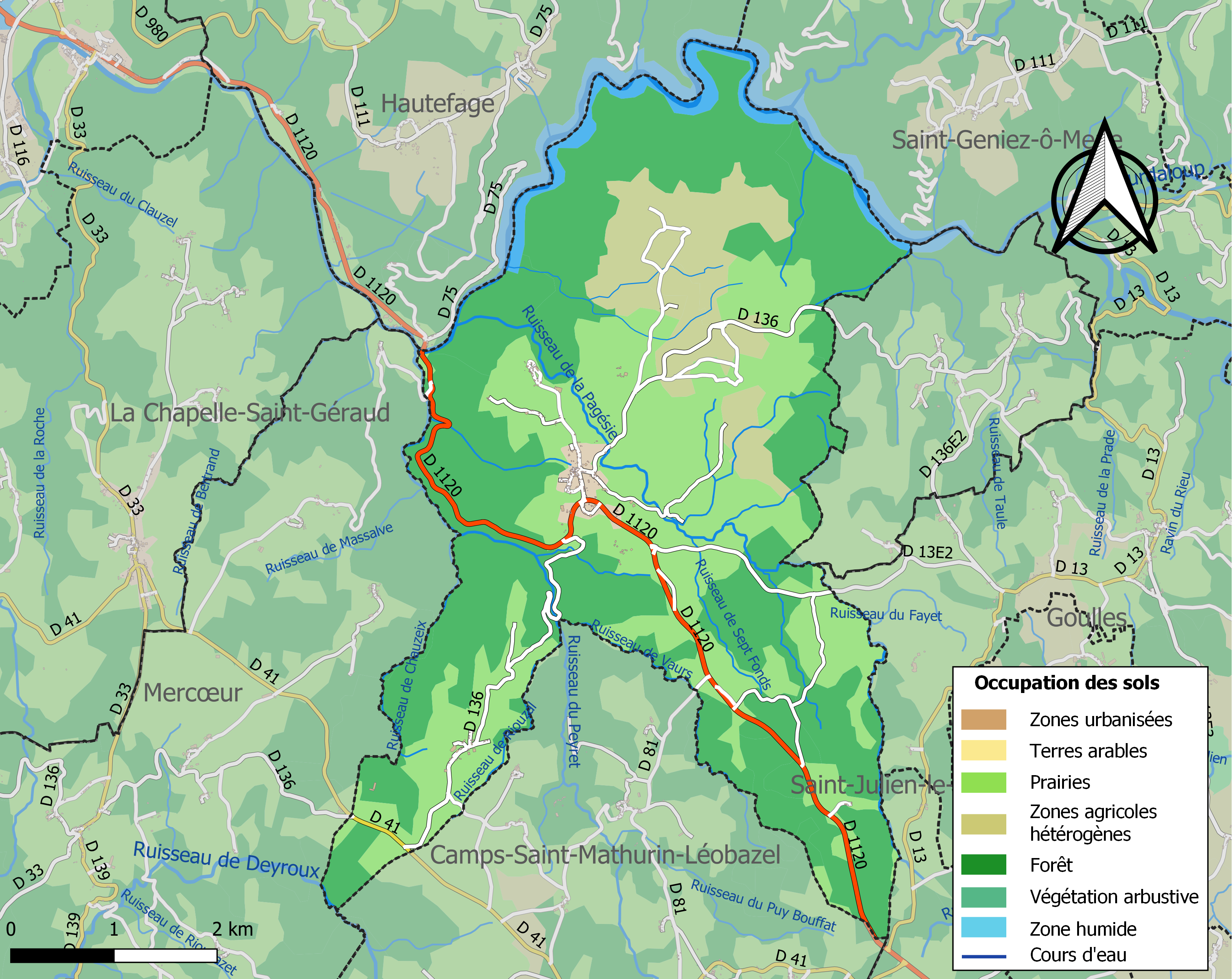
Carte des infrastructures et de l'occupation des sols de la commune en 2018 (CLC).

### Risques naturels et technologiques
Le territoire de la commune de Sexcles est vulnérable à différents aléas naturels : météorologiques (tempête, orage, neige, grand froid, canicule ou sécheresse), inondations, feux de forêts et séisme (sismicité très faible). Il est également exposé à un risque technologique, la rupture d'un barrage, et à un risque particulier : le risque de radon. Un site publié par le BRGM permet d'évaluer simplement et rapidement les risques d'un bien localisé soit par son adresse soit par le numéro de sa parcelle.

#### Risques naturels
Certaines parties du territoire communal sont susceptibles d’être affectées par le risque d’inondation par débordement de cours d'eau, notamment la Maronne et le ruisseau de Deyroux. La commune a été reconnue en état de catastrophe naturelle au titre des dommages causés par les inondations et coulées de boue survenues en 1982, 1990, 1999, 2007 et 2021,. 

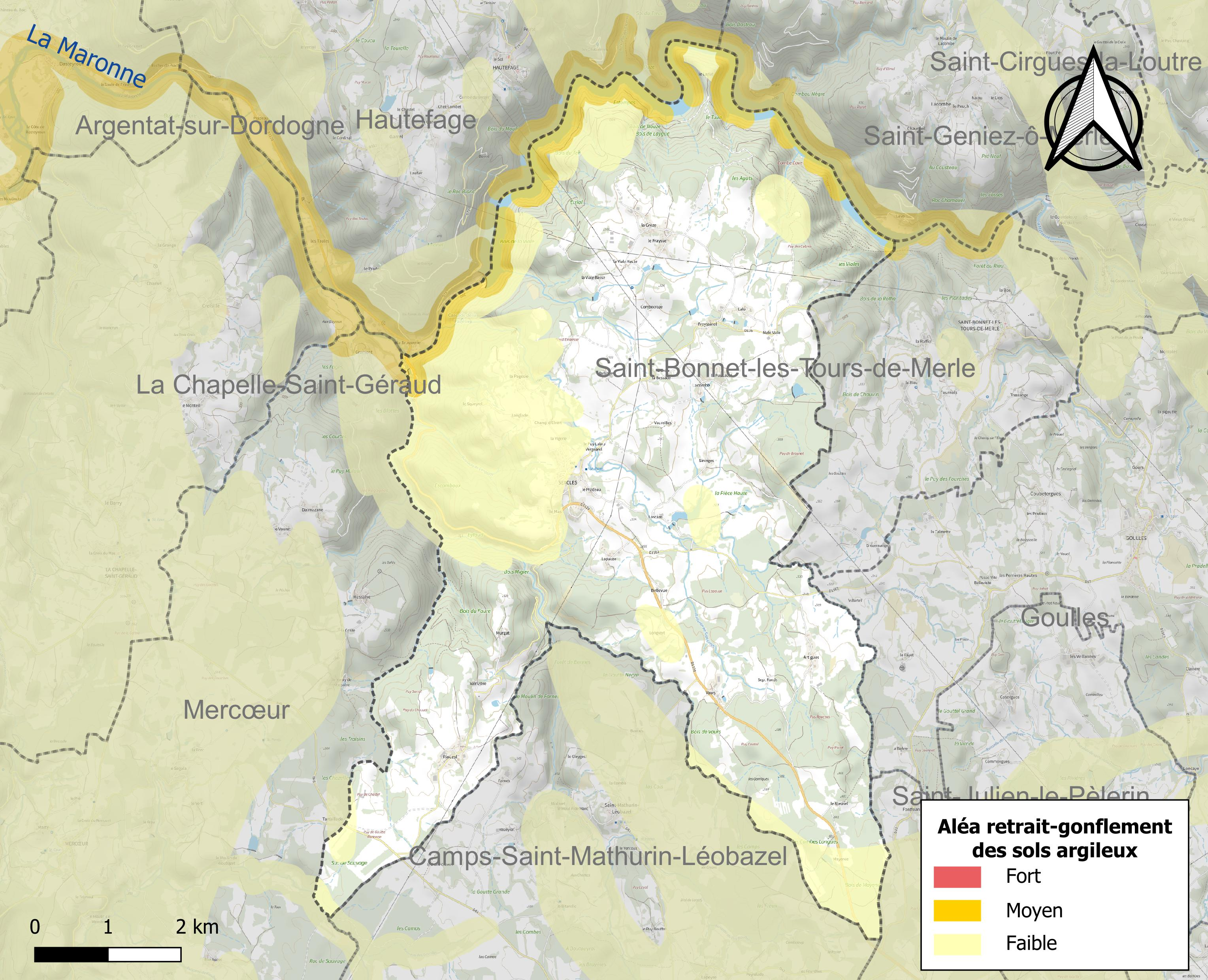
Carte des zones d'aléa retrait-gonflement des sols argileux de Sexcles.

Le retrait-gonflement des sols argileux est susceptible d'engendrer des dommages importants aux bâtiments en cas d’alternance de périodes de sécheresse et de pluie. 5,2 % de la superficie communale est en aléa moyen ou fort (26,8 % au niveau départemental et 48,5 % au niveau national). Sur les 215 bâtiments dénombrés sur la commune en 2019, un est en aléa moyen ou fort, soit 0 %, à comparer aux 36 % au niveau départemental et 54 % au niveau national. Une cartographie de l'exposition du territoire national au retrait gonflement des sols argileux est disponible sur le site du BRGM,.
Concernant les feux de forêt, aucun plan de prévention des risques incendie de forêt (PPRIF) n’a été établi en Corrèze, néanmoins le code de l’urbanisme impose la prise en compte des risques dans les documents d’urbanisme. Le périmètre des servitudes d'utilité publique et des zones d'obligation légale de débroussaillement pour les particuliers est quant à lui défini pour la commune dans une carte dédiée. 
Concernant les mouvements de terrains, la commune a été reconnue en état de catastrophe naturelle au titre des dommages causés par des mouvements de terrain en 1999.

#### Risques technologiques
La commune est en outre située en aval des barrages de Bort-les-Orgues, d'Enchanet et de Hautefage, des ouvrages de classe A soumis à PPI. À ce titre elle est susceptible d’être touchée par l’onde de submersion consécutive à la rupture d'un de ces ouvrages.

#### Risque particulier
Dans plusieurs parties du territoire national, le radon, accumulé dans certains logements ou autres locaux, peut constituer une source significative d’exposition de la population aux rayonnements ionisants. Certaines communes du département sont concernées par le risque radon à un niveau plus ou moins élevé. Selon la classification de 2018, la commune de Sexcles est classée en zone 3, à savoir zone à potentiel radon significatif. 

## Toponymie
Le lieu est connu dans un écrit de l'an 893 sous le nom de Sicca vallis, signifiant « vallée sèche ».

## Histoire
Le lieu est connu dans un écrit de l'an 893 sous le nom de Sicca vallis, signifiant « vallée sèche ». Mais, paradoxalement, il est dit également que le nom de Sexcles viendrait du gaulois et de l'occitan "sesca" signifiant masse d'eau, roseaux, plantes utilisées notamment pour faire des litières, des paillasses et rempailler des chaises... 
La commune, vue par un de ses natifs à la fin du XIXe siècle :
"La commune de Sexcles est une des plus considérables et des mieux cultivées du canton (de Mercœur). L'air est pur, le climat doux, le sol fécond et les alentours du bourg offrent l'aspect de la plus riche culture. Les plantes sarclées et les prairies artificielles font disparaître les jachères.
Entouré d'une vaste et riante ceinture de prés et de jardins, embelli par une place ombragée d'un magnifique tilleul, le bourg est dominé par une église de haute antiquité, enrichie de deux chapelles, décorée de sculptures, ornée de vitraux, surmontée d'un beau clocher."  Extrait des Monographies communales de la Xaintrie par M. Saint-Bonnet - 1886.
L'église Notre-Dame-de-la-Nativité a gardé des structures préromanes du XIe dans son chœur, qui a été surélevé au XVIe siècle pour la défense et dont il reste des mâchicoulis, mais les chemins de ronde ont disparu. L'église à chevet plat soutient un clocher carré couronné d’une bretèche datant de l’époque romane (XIe s.). La façade dans sa partie haute est éclairée de trois baies romanes et le portail est surmonté d'un arc en berceau plein cintre soutenu par des colonnes. Le chœur, voûté d’un large berceau, est éclairé par une baie cintrée. Il est beaucoup plus étroit que la nef. La nef est ouverte vers les bas côtés par des arcades, vers des chapelles du XVe et d'une du XIXe, sa voûte est lambrissée. Le retable est décoré de coquilles, ce qui peut faire penser à un arrêt de pèlerins se rendant à Saint-Jacques-de-Compostelle, sur la route d'Aurillac à Rocamadour, Conques et Toulouse. La façade a été reconstruite vers 1867. Deux vitraux en dalle de verre, exécutés par l’atelier de Saint-Benoît-sur-Loire, ont été installés en 1973. Une grosse meule en pierre constitue désormais l'autel.
Au cours des siècles, l'église bénéficia des bontés de divers personnages.
En 1264, Aimeric de la Serre, évêque de Limoges lui légua trente livres. Par son testament de l'an 1400, Bertrand de Veyrac fit de même pour le quart de tous les biens qu'il avait dans cette paroisse auquel s'ajoutèrent vingt francs d'or qu'on devait employer pour sa couverture. En 1628, il est dit que l'église a été « remise », c'est-à-dire remise en bon état par Martial Lapauze, du village de Lapauze, et par « ses valets ».
Le château de Sexcles (propriété privée), jadis relié à l'église par un souterrain, est une maison noble à tour d'escalier datée de 1510. Doté de pinacles et d’une échauguette, il arbore sur un linteau de porte, avec les chiffres entrelacés de Jésus et Marie, les lettres PVh qui peuvent correspondre à Pierre Ventach. Les Ventach, en effet, eurent maison et droits seigneuriaux à Sexcles. Certains de ces « Ventach de Goulles », apparaissent dans des documents aux AD de la Corrèze à Tulle pour différents motifs, notamment certains figurent parmi les co-seigneurs de Goulles. Parmi eux, il y eut aussi des protestants, dont l’un fit élever un temple dans son château de Goulles… Il y eut un château Ventach à Goulles, il fut totalement détruit au XIXe. Pour ce qui est de « l’unité de temps », un document du 19 janvier 1484 (donc proche de 1 510) cite un Jean Ventach comme étant procureur du sénéchal de Balthazar de Roche-Dragon, co-seigneur de Merle, proche de Sexcles et de Goulles.
Les Carbonnières (coseigneurs de Merle) eurent aussi coseigneurie à Sexcles ; il semble qu'ils tinrent ces droits des Veyrac (coseigneurs de Merle). La maison à tourelle située à La Pagésie (qui fut résidence de la famille Saint-Bonnet) représente un ancien fief de la famille de Veyrac. Revenons au "château" dont la tour est le principal élément intéressant, mais qui comporte également une belle cheminée en « anse de panier », une niche de placard mural voûté en ogive, une fenêtre à meneau d’angle.
En contrebas de l'église, à proximité de la place principale du village, un charmant puits couvert est implanté sur un pavage usé par les roues des charrettes, Il s'agit d'un puits à margelle et charpente supportant le treuil et le toit en pavillon couvert de lauzes. Ce petit édifice, témoin attachant du quotidien des Sexclois(es) d'autrefois est un des emblèmes du village.

## Politique et administration

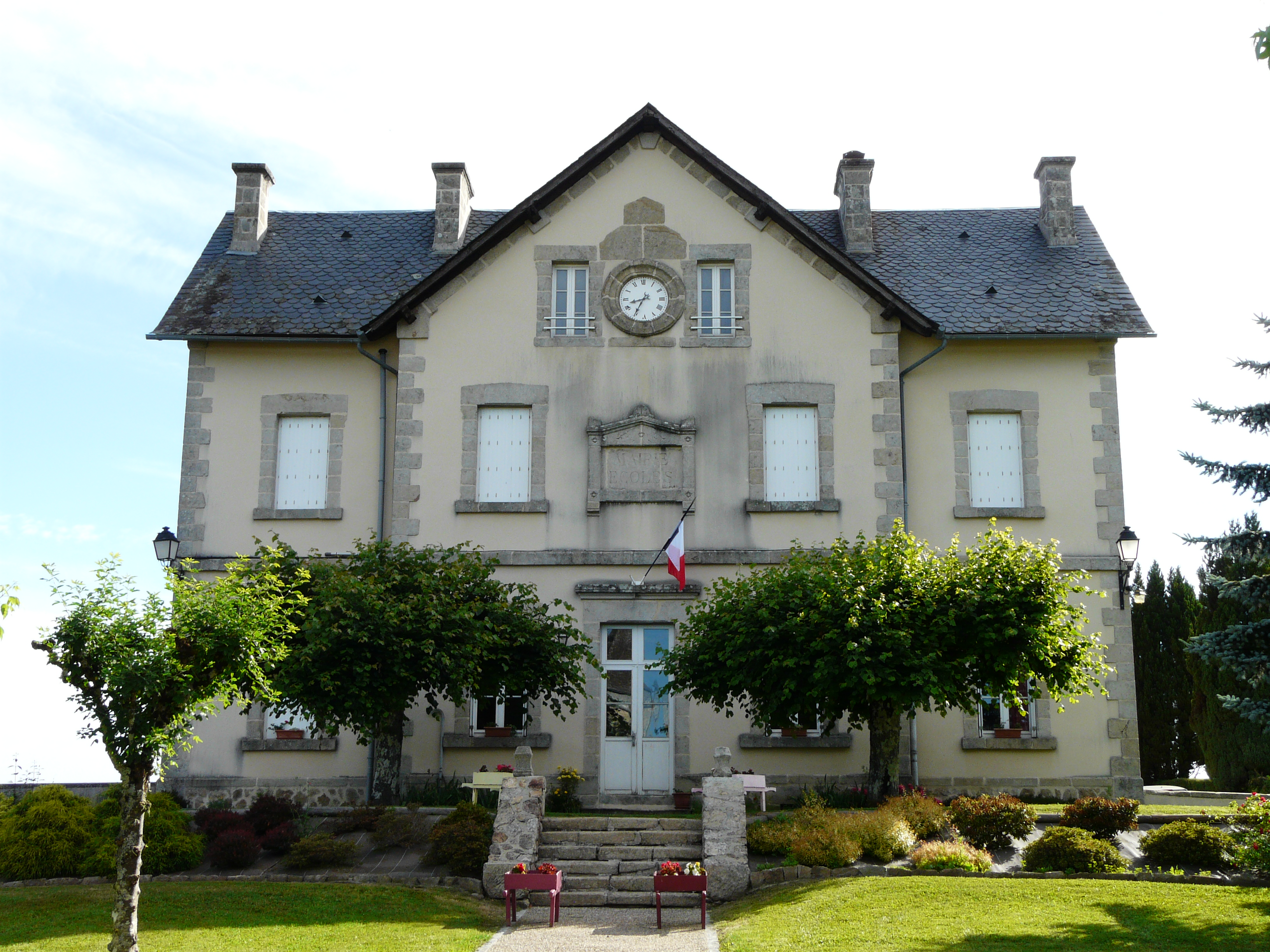
La mairie.

| Période                                  | Période          | Identité                 | Étiquette | Qualité                                                                               |
| ---------------------------------------- | ---------------- | ------------------------ | --------- | ------------------------------------------------------------------------------------- |
| Les données manquantes sont à compléter. |                  |                          |           |                                                                                       |
| 1802                                     | 1808             | Riouzal Antoine          |           |                                                                                       |
| 1808                                     | 1813             | De Scoraille Jean-Claude |           |                                                                                       |
| 1813                                     | 1819             | Lacoste Jean-Baptiste    |           |                                                                                       |
| 1819                                     | 1831             | Lacoste François         |           |                                                                                       |
| 1831                                     | 1835             | Chambes François         |           |                                                                                       |
| 1835                                     | 1848             | Riouzal Etienne          |           |                                                                                       |
| 1848                                     | 1853             | Chambes Joseph           |           |                                                                                       |
| 1853                                     | 1867             | Riouzal Frédéric         |           |                                                                                       |
| 1867                                     | 1871             | Grange Antoine           |           |                                                                                       |
| 1871                                     | 1878             | Massalve François        |           |                                                                                       |
| 1878                                     | 1888             | Saint-Bonnet Louis       |           |                                                                                       |
| 1888                                     | 1925             | Soulié Louis             |           | Docteur                                                                               |
| 1925                                     | 1941 (démission) | Peuch Raoul              |           |                                                                                       |
| 1941                                     | 1944             | Soulié Louis             |           | Docteur Président du conseil municipal à la suite de la démission du précédent maire. |
| 1944                                     | 1952 (démission) | Queille François         |           |                                                                                       |
| 1952                                     | 1959             | Bergantière Léon         |           |                                                                                       |
| 1959                                     | 1975             | Flamary Elie             |           |                                                                                       |
| 1975                                     | 1995             | Soulier Roger            |           |                                                                                       |
| 1995                                     | mars 2008        | Angelina Geninatti       |           |                                                                                       |
| mars 2008                                | avril 2018       | Claude Alrivie,          |           | Retraité                                                                              |
| avril 2018                               | juin 2018        | Josiane Rachet           |           | Première adjointe faisant fonctions de maire                                          |
| juin 2018                                | juillet 2020     | Josiane Rachet           |           |                                                                                       |
| juillet 2020                             | En cours         | Thierry da Fonseca       |           |                                                                                       |

## Population et société

### Démographie
L'évolution du nombre d'habitants est connue à travers les recensements de la population effectués dans la commune depuis 1793. Pour les communes de moins de 10 000 habitants, une enquête de recensement portant sur toute la population est réalisée tous les cinq ans, les populations de référence des années intermédiaires étant quant à elles estimées par interpolation ou extrapolation. Pour la commune, le premier recensement exhaustif entrant dans le cadre du nouveau dispositif a été réalisé en 2004.

En 2022, la commune comptait 229 habitants, en évolution de −2,14 % par rapport à 2016 (Corrèze : −0,59 %, France hors Mayotte : +2,11 %).
| 1793  | 1800 | 1806 | 1821 | 1831  | 1836  | 1841 | 1846  | 1851  |
| ----- | ---- | ---- | ---- | ----- | ----- | ---- | ----- | ----- |
| 1 163 | 896  | 830  | 892  | 1 129 | 1 109 | 982  | 1 114 | 1 135 |

| 1856  | 1861  | 1866  | 1872 | 1876 | 1881 | 1886 | 1891 | 1896 |
| ----- | ----- | ----- | ---- | ---- | ---- | ---- | ---- | ---- |
| 1 125 | 1 110 | 1 216 | 897  | 945  | 878  | 799  | 828  | 854  |

| 1901 | 1906 | 1911 | 1921 | 1926 | 1931 | 1936 | 1946 | 1954 |
| ---- | ---- | ---- | ---- | ---- | ---- | ---- | ---- | ---- |
| 857  | 833  | 810  | 748  | 727  | 636  | 590  | 537  | 531  |

| 1962 | 1968 | 1975 | 1982 | 1990 | 1999 | 2004 | 2006 | 2009 |
| ---- | ---- | ---- | ---- | ---- | ---- | ---- | ---- | ---- |
| 468  | 428  | 382  | 305  | 257  | 239  | 229  | 222  | 225  |

| 2014 | 2019 | 2022 | - | - | - | - | - | - |
| ---- | ---- | ---- | - | - | - | - | - | - |
| 234  | 234  | 229  | - | - | - | - | - | - |

## Culture locale et patrimoine

### Lieux et monuments
- Église Notre-Dame-de-la-Nativité.
- Le barrage de Hautefage est édifié sur la Maronne. Sa rive droite est sur Hautefage et sa rive gauche sur Sexcles.

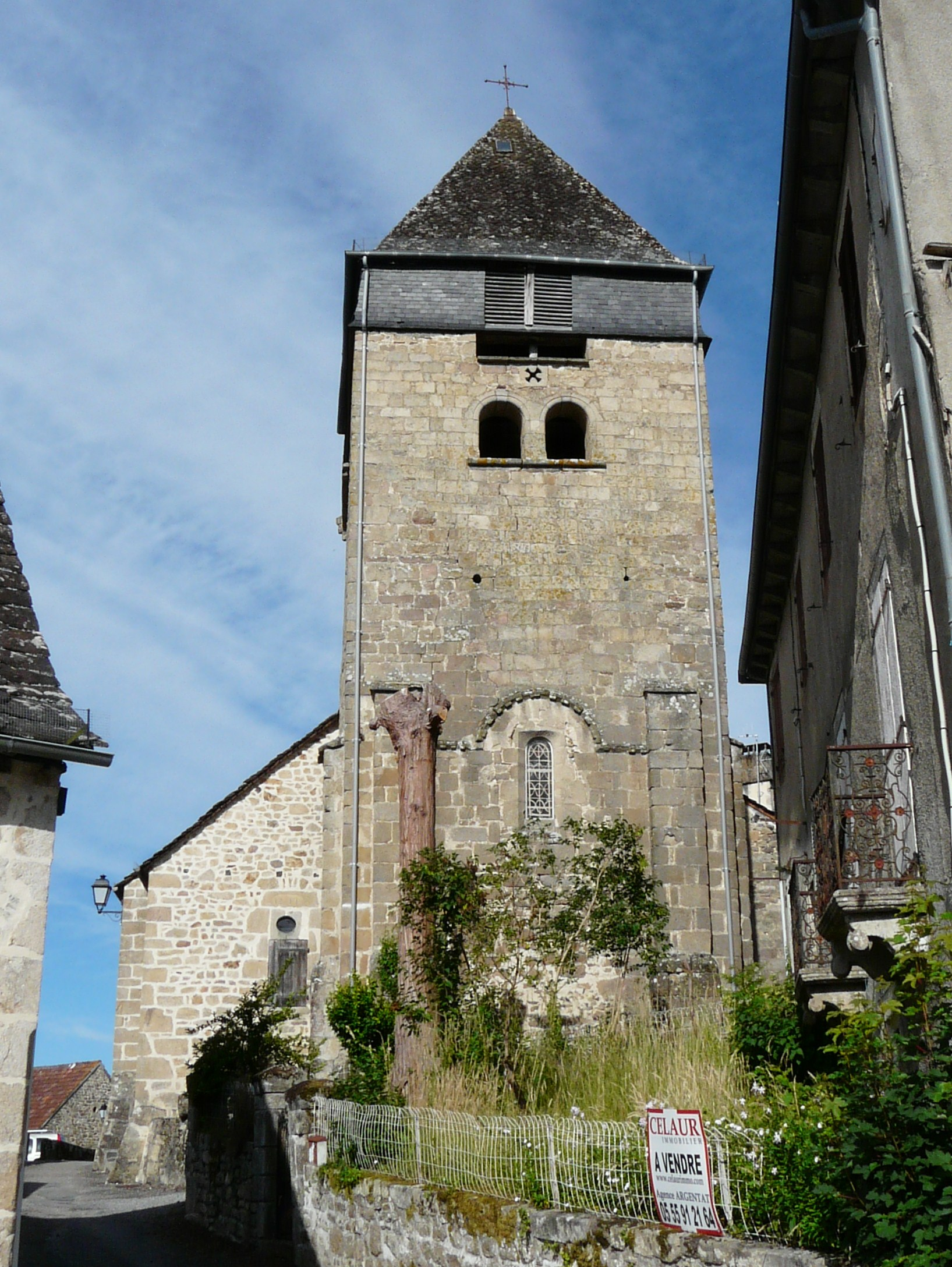
L'église Notre-Dame-de-la-Nativité.
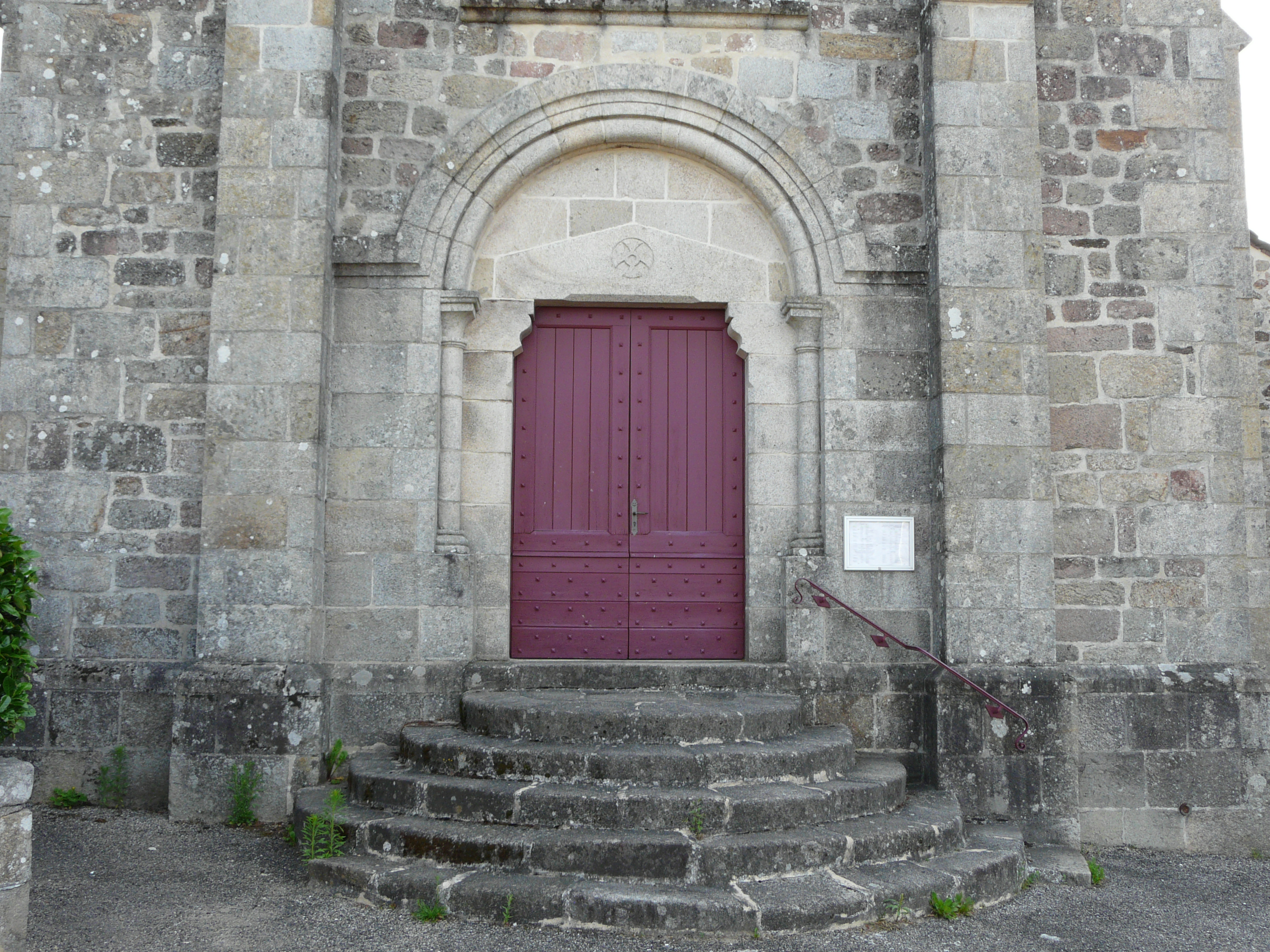
Son portail.
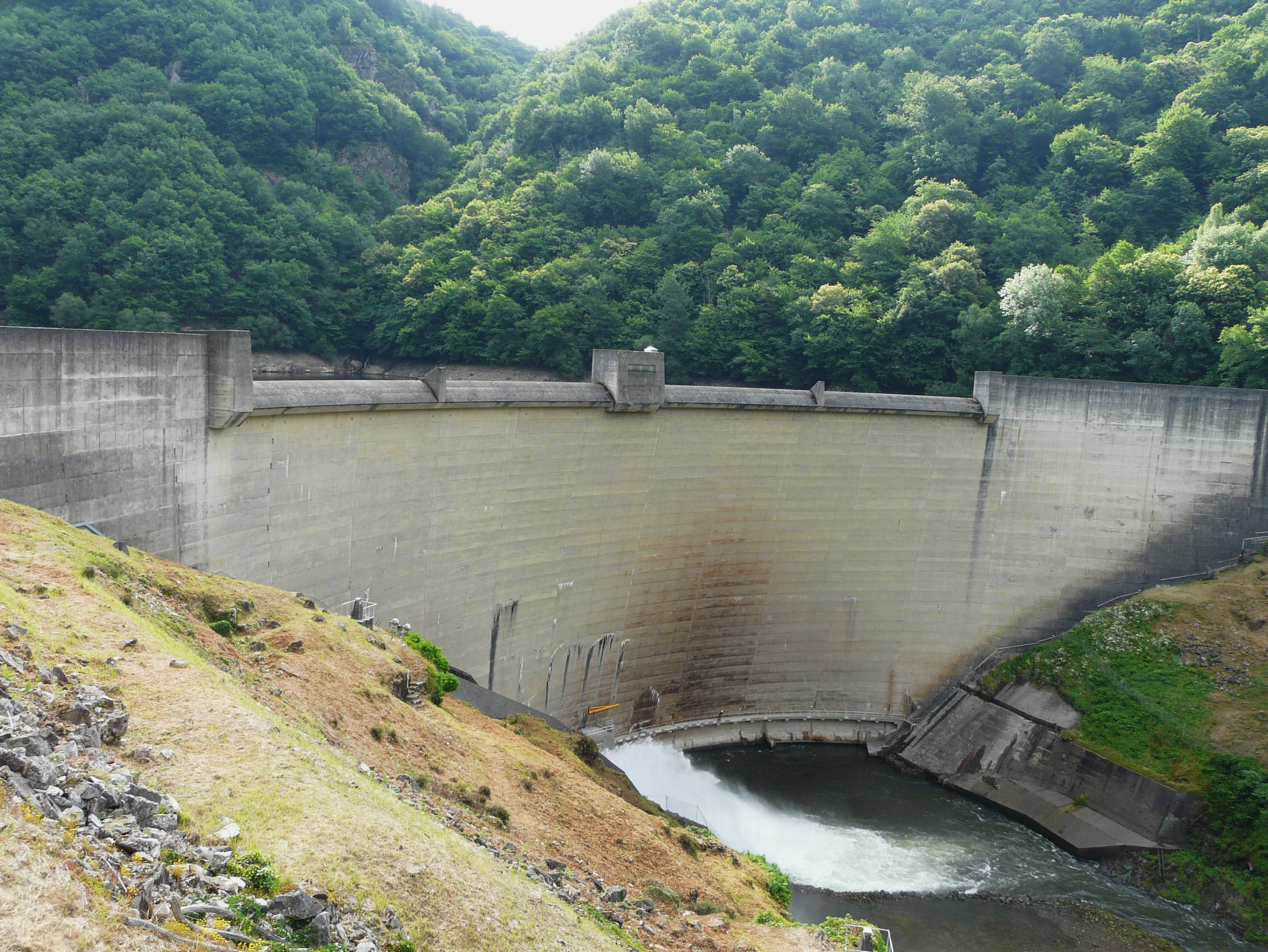
Le barrage de Hautefage.
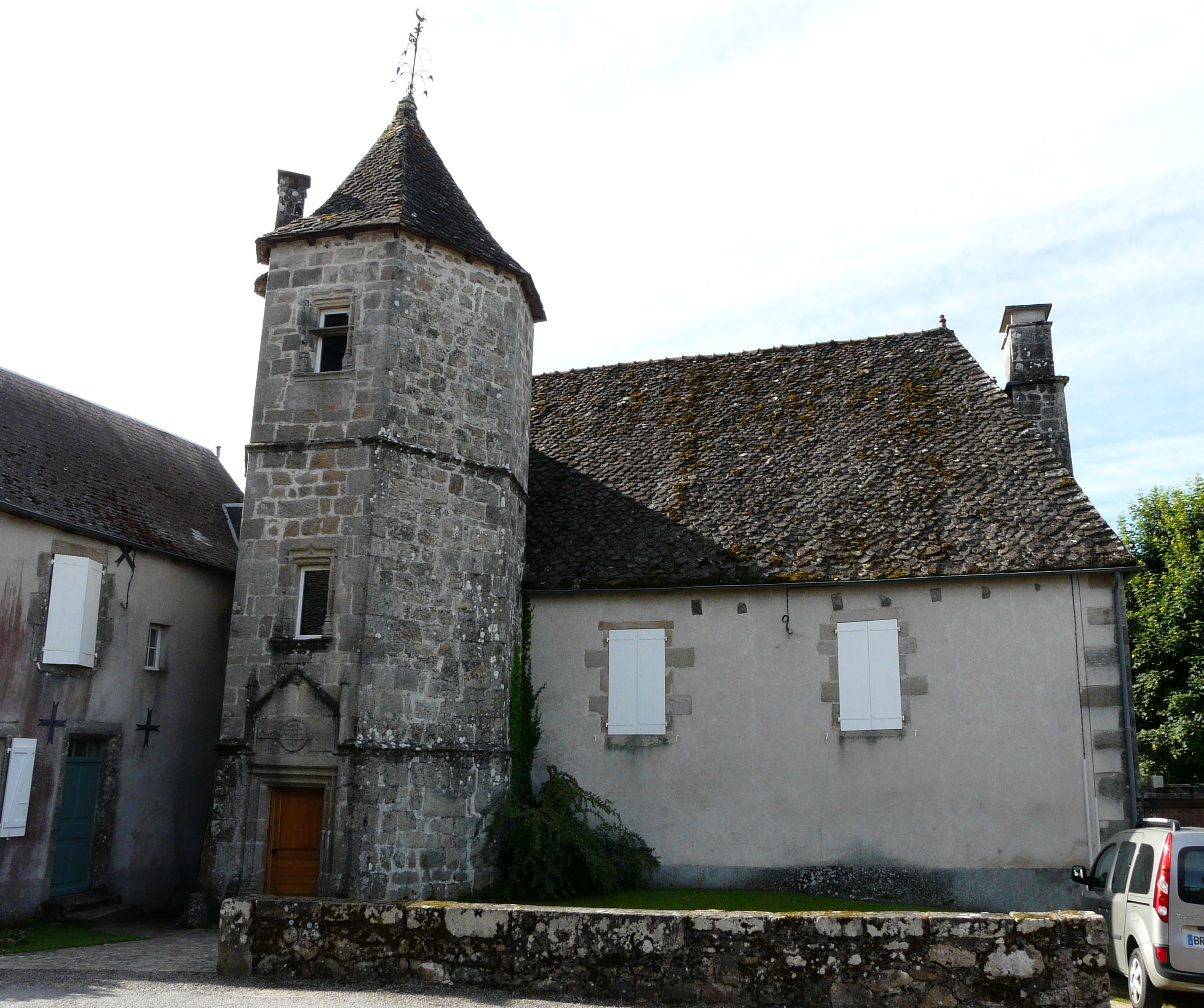
Maison noble dans le bourg.

### Héraldique
| Blason de Sexcles | Blason  | D'or à la jumelle de sable posée en bande accompagnée de six merlettes de même en orle. |
| Blason de Sexcles | Détails | Le statut officiel du blason reste à déterminer.                                        |